# Handyman
En handyman, også kendt som en altmuligmand, er en person, der evner at reparere eller bygge en lang række forskellige ting – typisk i hjemmet. En handymans evner spænder bredt, og kan bl.a. inkludere samling og reparation af møbler, let VVS-arbejde, tilretning af døre, tætning af vinduer, ophængning af lamper og meget mere.
Betegnelsen "handyman" kan både beskrive betalte arbejdere, hobby'ister og gør-det-selv-personer. "Handyman" er altså ikke en beskyttet titel, men i stedet ofte noget, man kalder nogen (fx et familiemedlem eller en bekendt), der ikke har en tømreruddannelse eller tilsvarende praktisk uddannelse, men som alligevel kan klare de fleste små reparationer, praktiske projekter og den overordnede vedligeholdelse i hjemmet.
I dag ligger mange vejledninger og guides til praktiske gøremål og reparationer i hjemmet frit tilgængelige på internettet, og i mange gør-det-selv-bøger. De fleste, der i forvejen har hænderne godt skruet på, kan altså tilgå ressourcer, der kan hjælpe en i mål med de praktiske projekter og gøremål i hjemmet.

## Projekter
En handyman kan typisk varetage en lang række forskellige projekter, reparationer og vedligeholdelsesarbejde i hjemmet, bl.a.:
- Simpelt elektriker-arbejde (fx udskiftning af sikringer, eller ophængning og tilslutning af lamper)
- Almene reparationer på vinduer og døre (fx tætningsarbejde, retning af skæve døre, udskiftning af greb og lås)
- Ophængningsarbejde (fx ophængning af lamper, billeder, hylder og TV på væg)
- Maler-arbejde (fx maling af indvendige vægge og ydre facade)
- Reparationsarbejde på murværk (fx omfugning, udskiftning af mursten, lapning af huller og vandskuring)
- Simple VVS-opgaver (fx tætning af rør, reparation af defekt toilet og reparation af termostater på radiatorer)
- Møbel-arbejde (fx samling af møbler og mindre reparationsarbejde)
- Monteringsopgaver (fx montering af nye køkkener, vinduer, døre, fodlister, paneler osv.)

De konkrete arbejdsområder, som en given handyman kan varetage, kan variere. Årsagen er, at handymen ikke deler en formel uddannelsesmæssig baggrund med et fast forløb.

## Etymologi
Ordet "handyman" er engelsk, og blev først officielt registreret i Amerika i 1843. Sidenhen er begrebet officielt registreret i Danmark engang før 1950 – men det præcise årstal kendes ikke. Den første danske registrerede brug af "handyman" stammer fra brugen i en artikel helt tilbage i 1911 i avisen Riget.